# Lea Ribarič
Lea Ribarič (Škofja Loka, 31 gennaio 1974 – Kamnik, 16 aprile 1994) è stata una sciatrice alpina slovena.

## Biografia
Sciatrice polivalente, Lea Ribarič debuttò in campo internazionale in occasione dei Mondiali juniores di Maribor 1992, dove vinse la medaglia di bronzo nello slalom gigante, e ottenne l'unico piazzamento in Coppa del Mondo, nonché ultimo in carriera, il 4 dicembre 1993 a Tignes in discesa libera (39ª). Morì il 16 aprile 1994 in un incidente stradale a Laze v Tuhinju di Kamnik; non prese parte a rassegne olimpiche o iridate.

## Palmarès

### Mondiali juniores
- 1 medaglia:
  - 1 bronzo (slalom gigante a Maribor 1992)

### Campionati sloveni
- 1 medaglia (dati parziali)[1]:
  - 1 oro (discesa libera nel 1991)